# Gilmorozaur
Gilmoreozaur (łac. Gilmoreosaurus) – słabo poznany roślinożerny dinozaur z rodziny hadrozaurów (Hadrosauridae); jego nazwa oznacza "jaszczura Gilmore'a".
Żył w okresie kredy (ok. 100 mln lat temu) na terenach wschodniej Azji. Jego szczątki znaleziono w Chinach.
Posiadał setki zębów, które służyły mu do rozdrabniania na miazgę pokarmu roślinnego. Poruszał się na 2 lub na 4 kończynach.
Gatunki gilmoreozaura:
- Gilmoreosaurus mongoliensis
- Gilmoreosaurus atavus
- Gilmoreosaurus kysylumensis